# 학성초등학교 축구부
학성초등학교 축구단(Hakseong Elementary School Football Club)은 대한민국 울산광역시에 있는 축구 선수단이다. 학성초등학교가 운영하는 U-12 축구 선수단이며, 1997년에 창단되었다.

## 시즌별 개요
| 시즌 | 대회             | 참가팀 | 경기 | 승 | 무 | 패 | 득 | 실 | 차 | 승점 | 순위 |
| ---- | ---------------- | ------ | ---- | -- | -- | -- | -- | -- | -- | ---- | ---- |
| 2000 | 전국소년체육대회 |        |      | 0  | 0  |    | 0  |    |    |      | 우승 |
| 2000 | 2014년 화랑대기  | 28     | 2    |    | 0  |    |    |    | 0  |      | 우승 |

## 참고 문헌
- “KFA 통합경기정보 시스템”. 대한축구협회.

## 같이 보기
- 학성초등학교 (울산)